# Segunda-base

Posição do jogador da segunda base

Segunda base (abreviada 2B), no beisebol, pode referir-se à localização da segunda base ou à posição do jogador nesse lugar.
O jogador que ocupa a segunda base, com o jogador da primeira base inicia o double play (uma jogada em que se eliminam dois jogadores de uma só vez).
Na marcação de jogadores defensivos é o número 4.